# Карбонеро, Карлос
Ка́рлос Ма́рио Карбоне́ро Манси́лья (исп. Carlos Mario Carbonero Mancilla; 25 июля 1990, Богота, Колумбия) — бывший колумбийский футболист, полузащитник. Выступал за сборную Колумбии. Участник чемпионата мира 2014 года.

## Клубная карьера
Карбонеро начал свою карьеру в клубе колумбийской Примеры B «Академия». Отыграв сезон, он ушёл на повышение в «Атлетико Уила». 30 января 2010 года в матче против «Америки» Карлос дебютировал в колумбийской Серии А. 21 февраля в поединке против «Депортиво Перейра» он сделал дубль, забив свои первые мячи за новую команду. В начале 2011 года Карбонеро перешёл в «Онсе Кальдас», за который выступал до лета. В том же году он перешёл в аргентинский «Эстудиантес». 16 августа в матче против «Сан-Лоренсо» Карлос дебютировал в аргентинской Примере. Из-за высокой конкуренции он выходил в основном на замену и в 2012 году перешёл на правах аренды в «Арсенал» из Саранди. 14 февраля в поединке против «Колона» Карбонеро дебютировал за новый клуб. 11 мая во встрече против «Сан-Мартин» Карлос забил свой первый гол за «Арсенал». Карлос помог клубу выиграть Клаусуру 2011/2012, а в следующем году завоевать Суперкубок Аргентины. По окончании сезона Арсенал выкупил трансфер футболиста.
Летом 2013 года Карбонеро перешёл в «Ривер Плейт». 5 августа в матче против «Химнасии Ла-Плата» он дебютировал за новый клуб. 24 сентября в поединке против «Олл Бойз» Каролс забил свой первый гол. В составе «Ривера» Карбонеро во второй раз стал чемпионом Аргентины.
После мирового часть прав на Карлоса выкупила итальянская «Рома». В том же году он правах аренды перешёл в «Чезену». 24 сентября 2014 года в матче против «Ювентуса» Карбонеро дебютировал в Серии А. 4 апреля 2015 года в поединке против «Эллас Верона» Карлос забил свой первый гол за «Чезену». Летом 2015 года уругвайский «Феникс» приобрел Карбонеро и сразу же отдал его в аренду в «Сампдорию». 28 сентября в матче против «Аталанты» он дебютировал за новую команду.
В начале 2017 года Карлос вернулся на родину, подписав контракт с клубом «Кортулуа». 7 мая в матче против «Атлетико Насьональ» он дебютировал за новую команду. Летом 2018 года Карбонеро подписал соглашение с «Депортиво Кали». 7 октября в матче против «Патриотас» он дебютировал за новый клуб.

## Международная карьера
26 марта 2011 года в товарищеском мачте против сборной Эквадора Карбонеро дебютировал за сборную Колумбии.
В 2014 года Карлос попал в заявку сборной на Чемпионат мира в Бразилии. На турнире он сыграл матче группового этапа против сборной Японии.

## Достижение
«Арсенал» (Саранди)
- Чемпион Аргентины: Клаусура 2012
- Обладатель Суперкубка Аргентины: 2012

«Ривер Плейт»
- Чемпион Аргентины: Финаль 2014